# Niiniluodot
Niiniluodot är en ö i Finland. Den ligger i sjön Keitele och i kommunen Vesanto i den ekonomiska regionen  Inre Savolax ekonomiska region  och landskapet  Norra Savolax, i den centrala delen av landet, 300 km norr om huvudstaden Helsingfors. Öns area är omkring 370 kvadratmeter och dess största längd är 20 meter i sydöst-nordvästlig riktning.  Notera att namnet antyder att det är fråga om flera öar.